# 別列吉 (姆利尼夫區)
50°30′17″N 25°32′26″E / 50.50472°N 25.54056°E
別列吉（烏克蘭語：Береги），是烏克蘭西北部的村莊，隸屬里夫內州的杜布諾區。該村始建於1577年，面積12.5平方公里，海拔高度192米，2001年人口836，人口密度每平方公里67.1人。